# György Jakubinyi
György-Miklós Jakubínyi (ur. 13 lutego 1946 w Syhot Marmaroski) – rumuński duchowny rzymskokatolicki, biskup pomocniczy diecezji Alba Iulia w latach 1990–1994, administrator apostolski ordynariatu obrządku ormiańskokatolickiego Rumunii w latach 1991–2020, arcybiskup Alba Iulia w latach 1994–2019, od 2019 arcybiskup senior archidiecezji Alba Iulia.

## Życiorys
Święcenia prezbiteratu otrzymał 13 kwietnia 1969.
14 marca 1990 papież Jan Paweł II prekonizował go biskupem pomocniczym diecezji Alba Iulia ze stolicą tytularną Aquae Regiae. Święcenia biskupie otrzymał 29 kwietnia 1990 w katedrze św. Michała w Alba Iulia. Udzielił mu ich arcybiskup Francesco Colasuonno – nuncjusz apostolski w Związku Radzieckim. W 1991 został mianowany również administratorem apostolskim ordynariatu obrządku ormiańskokatolickiego Rumunii.
8 kwietnia 1994 papież mianował go arcybiskupem archidiecezji Alba Iulia.
24 grudnia 2019 papież Franciszek przyjął jego rezygnację z obowiązków arcybiskupa archidiecezji Alba Iulia, a 2 września 2020 z obowiązków administratora apostolskiego ordynariatu obrządku ormiańskokatolickiego w Rumunii.